# Albánchez
Albánchez là một đô thị thuộc tỉnh Almería, in Tây Ban Nha. Đô thị này có diện tích 35 km², dân số năm 2005 là 681 người.

## Biến động dân số
| 1999 | 2000 | 2001 | 2002 | 2003 | 2004 | 2005 |
| ---- | ---- | ---- | ---- | ---- | ---- | ---- |
| 605  | 586  | 575  | 585  | 638  | 697  | 681  |

Nguồn: INE (Tây Ban Nha)